# 13e Legerkorps (Verenigd Koninkrijk)
Het Britse 13e Legerkorps (XIII Corps) was  een legerkorps dat tijdens de Eerste en Tweede Wereldoorlog opereerde. 

## Eerste Wereldoorlog
Het 13e Legerkorps werd als onderdeel van de 4e Leger op 15 november 1915 in Frankrijk opgericht en kwam onder bevel van luitenant-generaal Walter N. Congreve te staan. Ze nam voor het eerst aan de gevechten deel tijdens de Slag aan de Somme in 1916. Het korps wist de Britse linies vast te houden en het doel van het korps was de verovering van Montauban-de-Picardie. De twee aanvalseenheden – de 18e (Eastern) Divisie en de 30e Divisie wisten ten koste van 3.000 doden al hun doelen te bereiken.

## Tweede Wereldoorlog
Op 1 januari 1941 werd de Western Desert Force die bezig was met Operatie Compass hernoemd in het 13e Legerkorps . Tegen februari 1941 trokken de overgebleven Italiaanse troepen in de Cyrenaica zich via de Via Balbia terug met de 7e Pantserdivisie en de Australische 6e Infanteriedivisie vlak achter hen. Toen Operatie Compass ten einde kwam met de overgave van het Italiaanse Tiende Leger werd het hoofdkwartier van het korps in februari gedeactiveerd en overgenomen door de HQ Cyrenaica.  
De Western Desert Force werd tijdens de reorganisatie in september 1941 hernoemd in het 13e Legerkorps en maakte deel uit van het Britse Achtste Leger. Het legerkorps bleef gedurende gehele Noord-Afrikaanse Veldtocht tot en met mei 1943 een onderdeel van het Achtste Leger. 
Daarna nam het 13e Legerkorps in juli 1943 deel aan de Landing op Sicilië en werd na de verovering van Sicilië ingezet op het Italiaanse vasteland en vocht tot het einde van 1943 met het Achtste Leger mee aan de Adriatische Zee tijdens de Italiaanse Veldtocht. In mei 1944 werd het korps met het grootste deel van de Achtste Leger overgeplaatst naar centrale deel van het geallieerde front bij Cassino en raakte dus betrokken bij de Slag om Monte Cassino. 
Aan het einde van 1944 werd het 13e legerkorps overgeplaatst naar de Amerikaanse Vijfde Leger om de rechtervleugel te vormen bij gevechten tegen de Gotische Linie. In april 1945 keerde het 13e Legerkorps terug naar het Achtste Leger om deel te nemen aan het lenteoffensief in 1945 en eindigde de oorlog met de verovering van de stad Triëst. Het legerkorps bleef van mei 1945 tot het midden van 1946 in de stad om de Morgan Linie te bewaken.

## Commandanten
- Richard O'Connor: Western Desert Force en 13e Legerkorps (juni 1940 tot februari 1941)
- Noel Beresford-Peirse: Western Desert Force en 13e Legerkorps (april 1941 tot oktober 1941)
- Alfred Reade Godwin-Austen: (oktober 1941 tot februari 1942)
- William Gott: (februari 1942 tot augustus 1942)
- Brian Horrocks: (augustus 1942 tot december 1942)
- Miles Dempsey: (december 1942 tot januari 1944)
- Sidney Kirkman: (januari 1944 tot maart 1945)
- John Harding: (maart 1945 tot juni 1945)